# شکستن آلت مردی
شکستگی آلت تناسلی مردان (به انگلیسی: penile fracture) هنگامی که غشاء سخت (albuginée) که دور آلت تناسلی و ستون‌های غاری را می‌پوشانَد امکان دارد در اثر فشار و حرکت‌های کمی «آکروباتیک» پاره شود.
شکستگی مناسب‌ترین واژه برای این عارضه نیست، چون در آلت تناسلی استخوانی وجود ندارد که بشکند و این اصطلاح به این عارضه نسبت داده‌شده است.
این غشاء که در اطراف آلت وجود دارد، در هنگامی که آلت تناسلی در حالت خوابیده قرار دارد به صورت نرم و باانعطاف است؛ اما در هنگام شق شدن (به انگلیسی: erection)، سفت و سخت می‌شود و ممکن است پاره شود، «بشکند».

## علت به وجود آمدن عارضه

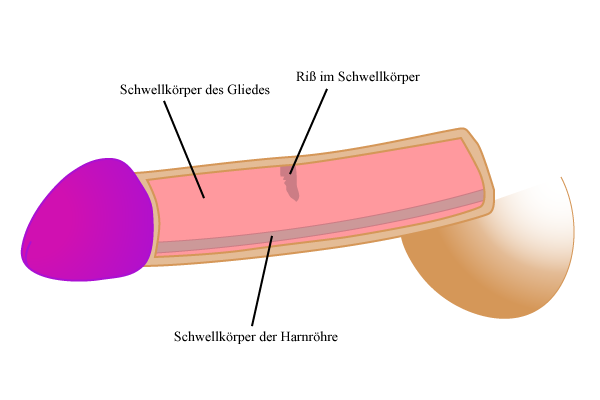
علت شکستن آلت تناسلی مرد

چنانچه به آلت مرد در حالت نعوظ کامل و سفت، فشار زیادی وارد گردد و باعث خم شدن این سیلندرهای پرخون درون آن گردد. بافت سیلندرهای آلت که همانند بادکنک‌های پربادی که در اثر فشار پاره می‌گردد نیز از محل خمیدگی پاره شده و خون‌ریزی شدید در زیر پوست ایجاد می‌کند که باعث ایجاد درد شدید و تورم شدید در آلت می‌شود که ادامه خون‌ریزی در زیر پوست حتی تا ناحیهٔ سینه و زیر گردن نیز ممکن است ادامه یابد.

## علائم
هنگامِ آمیزش با یک حرکت نابه‌جا، مرد، ناگهان صدایی شبیه شکستن استخوان می‌شنود، درد شدیدی حس می‌کند و بیضه‌هایش ورم می‌کنند و با نگاه کردن به عضو دردناک نشان می‌دهد که آلت تناسلی شکسته و خمیده شده است.
پس از گذشت زمان حاد شکستگی آلت، اگر فرد به اورژانس مراجعه ننماید و بافت تخریب‌شده ترمیم نشود، در نعوظ بعدی، خون در داخل سیلندرهای آلت محصور نمی‌گردد و همانند بادکنک سوراخ، از همان محل آسیب، خون خارج شده و در نتیجه تشدید خون‌ریزی و عدم توانایی در نعوظ می‌گردد که می‌تواند باعث ناتوانی جنسی نیز گردد.

## دلایل بروز عارضه

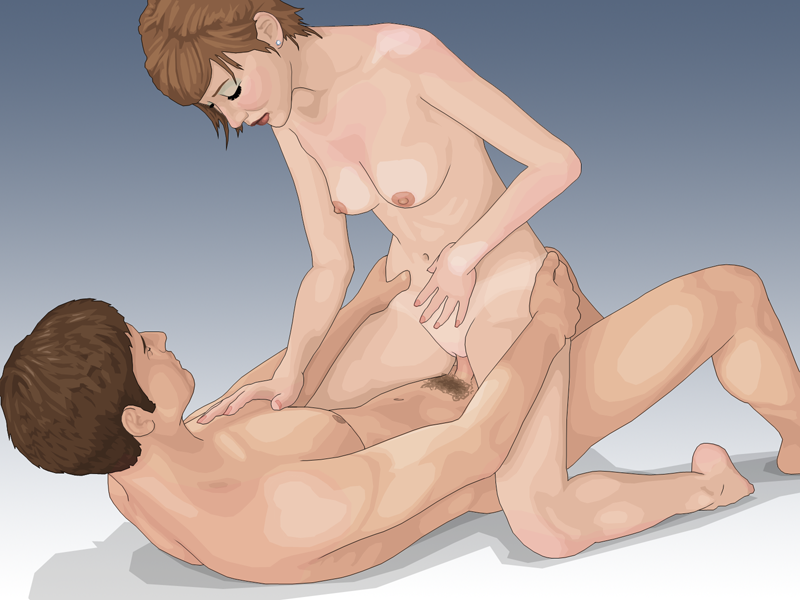
حالتی که زن بر روی مرد قرار دارد

شایع‌ترین حالتی که منجر به شکستگی آلت در مردان می‌گردد زمانی است که هنگام نزدیکی زن به عنوان فرد فعال عمل می‌کند بدین صورت که مرد به‌صورت درازکش به پشت خوابیده و زن به حالت نشسته به روی آلت تناسلی مرد اقدام به نزدیکی می‌کند.
در این حالت اگر حین نزدیکی، زن به‌طور ناگهانی اقدام به خوابیدن بر روی مرد بکند یا به سمت عقب، خود را حرکت دهد، استخوان شرمگاهی زن بر روی تنه آلت مرد فشار آورده و در نتیجه منجر به شکستگی آلت مرد می‌شود.
برای اطلاع بیشتر از نحوهٔ آمیزش به روش‌های آمیزش جنسی مراجعه کنید. 

## روش درمان
یکی از اورژانس‌های اورولوژی، شکستگی آلت می‌باشد. در چنین حادثه‌ای باید به‌سرعت به اورژانس مراجعه کرد، تا رسیدن به اورژانس باید آلت تناسلی را با پارچه‌ای پر از یخ پانسمان کرد تا هماتوم بدتر نشود.
چنانچه بافت به‌مرور زمان خودبه‌خود ترمیم شود، محل پارگی به‌صورت ناهمگون و غیریکنواخت ترمیم می‌شود که خود باعث عدم توانایی در نعوظ در آینده یا اگر ضایعه شدید نباشد این غیریکنواختی بافت منجر به کجی آلت، هنگام نعوظ در آینده می‌گردد.
ترمیم به‌روش جراحی و به‌صورت اورژانسی می‌باشد که این ترمیم باید هرچه سریع‌تر انجام گیرد احتمال عوارض کمتر می‌شود و باید هماتوم تخلیه و غشاء پاره‌شده ترمیم گردند. هماتوم تخلیه‌نشده می‌تواند فیبروزه شود، به آلت تناسلی شکل و حالت غیرطبیعی بدهد، به کارکرد طبیعی خیزش آسیب‌های جدی برساند و سرانجام به ناتوانی جنسی منجر شود. و فرد باید چند هفته استراحت و آمیزش نداشته باشد.

## عوارض عدم ترمیم یا ترمیم دیررس
ناتوانی جنسی، خمیدگی و کجی آلت هنگام نعوظ، تغییر شکل آلت به‌شکل ساعت شنی (نازک شدن قسمت کوچکی از تنه آلت) که حین نزدیکی باعث کج شدن مکرر آلت از همان قسمت باریک و ضعیف خواهد شد.

## تشخیص
پارگی غشای پوستی با شنیدن جریان حادثه و معاینهٔ بالینی عضو بیمار تشخیص داده می‌شود.